# Вардинь
Вардинь (пол. Wardyń, нім. Wardin) — село в Польщі, у гміні Хощно Хощенського повіту Західнопоморського воєводства.
Населення — 505 осіб (2011).
У 1975-1998 роках село належало до Гожовського воєводства.

## Демографія
Демографічна структура станом на 31 березня 2011 року:
|          | Загалом | Допрацездатний вік | Працездатний вік | Постпрацездатний вік |
| -------- | ------- | ------------------ | ---------------- | -------------------- |
| Чоловіки | 251     | 46                 | 190              | 15                   |
| Жінки    | 254     | 55                 | 153              | 46                   |
| Разом    | 505     | 101                | 343              | 61                   |